# Guilliers
Guilliers (en bretó Gwiler-Porc'hoed) és un municipi francès, situat a la regió de Bretanya, al departament d'Ar Mor-Bihan. L'any 2006 tenia 1.287 habitants.

## Demografia
| 1962                                       | 1968  | 1975  | 1982  | 1990  | 1999  |
| ------------------------------------------ | ----- | ----- | ----- | ----- | ----- |
| 1.198                                      | 1.508 | 1.312 | 1.213 | 1.207 | 1.216 |
| Des de 1962: població sense dobles comptes |       |       |       |       |       |

## Administració
| Període   | Identitat      | Partit |
| --------- | -------------- | ------ |
| 1977-2001 | Jean Letournel |        |
| 2001-2008 | Marcel Courtel |        |
| 2008-     | Michèle Urien  |        |